# Iacov Antonovici

Episcopul Iacov Antonovici

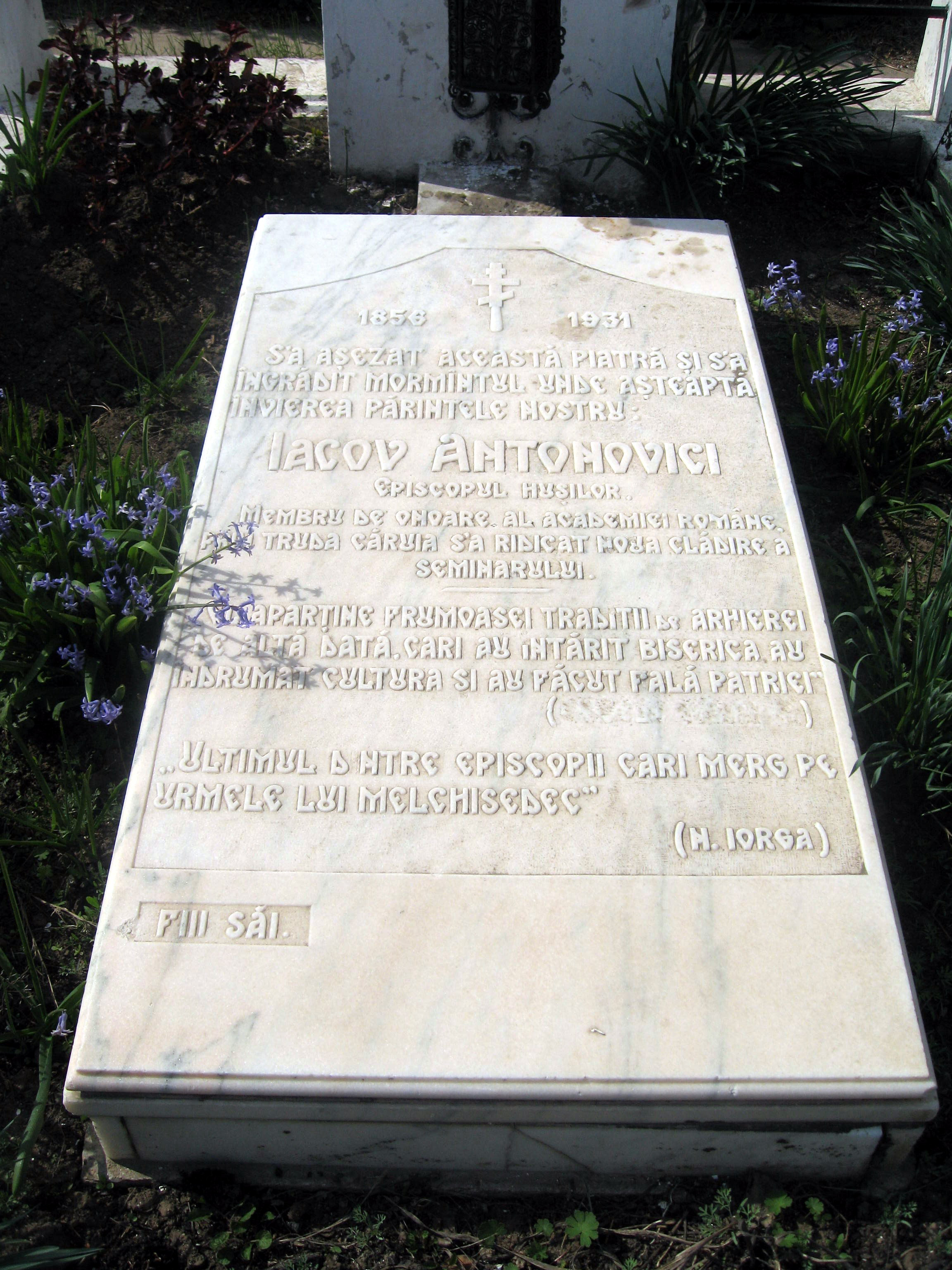
Placa funerară a episcopului Iacov Antonovici

Iacov Antonovici (n. 18 noiembrie 1856, Similișoara Bogdanei, județul Tutova - d. 31 decembrie 1931, Huși) a fost un episcop ortodox român, ales membru de onoare al Academiei Române (1919).
El a păstorit ca episcop al Dunării de Jos (1923-1924) și apoi ca episcop al Hușilor (1924-1931).

## Biografie
S-a născut la 18 noiembrie 1856 în familia cântărețului bisericesc din cătunul Similișoara Bogdanei (comuna Bogdana, județul Tutova).
A primit la botez numele de Ioan.  
Din cauza unei boli a fost nevoit să urmeze clasa I primară între anii 1865-1868 în Bogdana și în Chițocul Vasluiului și celelalte clase primare la Școala publică nr. 1, de lângă Biserica Vovidenia din Bârlad, între 1869–1872. Și-a continuat studiile, cu multe greutăți materiale, la Seminarul din Huși (1872–1876) și apoi la Seminarul "Veniamin Costache" din Iași (1876–1879).
Revenit în Bârlad, a lucrat ca institutor la Pensionul profesorului Ioan Popescu (1879–1880). S-a căsătorit în anul 1880, având șase copii care au devenit profesori, magistrați sau pictori. După căsătorie, a fost hirotonit diacon (1880) și apoi preot (1881) pe seama Bisericii "Sf. Ilie" din Bârlad. A urmat apoi cursurile Facultății de Teologie din București (1885–1889), susținându-și lucrarea de licență în 1892. Devine apoi paroh al Bisericii “Sf. Ilie” din Bârlad (1892–1918). 
Datorită calităților sale duhovnicești și misionare a îndeplinit și alte funcții: protoiereu de Tutova (1900-1902), membru  (1897–1900) și președinte (1906–1909) al Consistoriului Eparhial Huși, apoi membru al Consistoriului Superior (1909–1918). A predat între anii 1881-1918 (cu excepția anilor de studii la București) ca profesor de religie și filosofie la diferite școli bârlădene: Școala Normală, Liceul “Gh. Roșca Codreanu”, Școala secundară de fete “Nicolae Roșca Codreanu” (la care a fost și director), precum și la Externatul de fete.
Rămas văduv, preotul Ioan Antonovici a fost tuns în monahism la Mănăstirea Cetățuia din Iași, primind numele monahal Iacov. 
A fost ales la 26 iunie 1918 ca arhiereu-vicar al Eparhiei Hușilor cu titulatura de "Bârlădeanul". Devine apoi arhiereu-vicar al Mitropoliei Moldovei (1921-1923), îndeplinind și funcția de egumen al Bisericii “Sf. Spiridon” din Iași. La 29 martie 1923 a fost ales ca episcop al Dunării de Jos, cu reședința la Galați. Este întronizat la 31 martie 1923, în prezența regelui Ferdinand I al României. 
La 31 decembrie 1923, episcopul Nicodim Munteanu al Hușilor (viitorul patriarh) se retrage din scaunul episcopal al Hușilor și devine stareț al Mănăstirii Neamț. Ca urmare a faptului că scaunul hușean devenise vacant, episcopul Iacov Antonovici este ales la 19 martie 1924 ca episcop al Hușilor, păstorind acolo până la moarte (31 decembrie 1931). În perioada păstoririi sale au fost alipite la Eparhia Hușilor 12 parohii din cadrul Mitropoliei Basarabiei. 
Episcopul Iacov Antonovici s-a remarcat printr-un număr mare de realizări ca episcop al Hușilor, dintre care menționăm următoarele: 
- repararea clădirilor Episcopiei;
- reînființarea Seminarului din Huși în chiliile Episcopiei;
- înființarea unui muzeu arheologic și religios;
- reorganizarea “Buletinului Eparhiei Hușilor”;
- punerea bazelor “Ligii Culturale” la Huși, fiind ales ca președinte de onoare al acesteia. Sub patronajul său, au avut loc la Huși, la 10 ianuarie 1926, mari festivități prilejuite de punerea pietrei de temelie la Seminarul Teologic, Școala Normală de băieți și inaugurarea noii clădiri a Liceului de Fete “Elena Doamna”.

A desfășurat o bogată activitate științifică, remarcându-se ca un cercetător al trecutului ținutului natal. A publicat numeroase volume de studii și documente istorice de interes local, printre care și o colecție de "Documente bârlădene", precum și zeci de articole în periodicele vremii. A fost distins cu Medalia de aur și Placheta de colaborator al Expoziției jubiliare din 1906 (la cea de a 40-a aniversare a urcării pe tron a principelui Carol), precum și cu Premiul Academiei Române (1906, 1911, 1912).
A fost ales membru al Societății istorice române (1901), membru al Societății geografice române, membru al Comisiei Monumentelor Istorice din județul Tutova (1914), membru al Societății Internaționale pentru studii istorice și sociologice din Paris și membru de onoare al Academiei Române (7 iunie 1919). Savantul Nicolae Iorga îl considera a fi “ultimul dintre episcopii cărturari și patrioți moldoveni care merg pe urmele lui Melchisedec Ștefănescu”.  
Episcopul Iacov Antonovici a decedat la 31 decembrie 1931, în orașul Huși, și a fost înmormântat lângă altarul Catedralei Episcopale.
În prezent, o stradă din municipiul Bârlad poartă numele episcopului Iacov Antonovici.

## Lucrări
- Geografia comunei Bogdana (1889);
- Sclavia și creștinismul. Teză de licență în Teologie (București, 1892; reeditată în 1909);
- Istoria comunei Bogdana din plasa Simila, jud. Tutova, urmată de 281 documente... (Bârlad, 1905);
- Frații Gheorghe și Neculai Roșca Codreanu, fundatorii liceului și școlii secundare-profesionale de fete din Bârlad (Bârlad, 1908);
- Tipografia xilografică, librăriile și legătoriile de cărți din Bârlad (București, 1909) - în colaborare cu Gr.Crețu;
- Notițe istorice și tradiționale despre schitul Măgariu, jud. Tutova (Ed. Modernă, Bârlad, 1911);
- Documente Bârlădene, 5 vol. (Bârlad-Huși, 1911-1926) - vol. I și II au fost premiate de Academia Română;
- Mănăstirea Florești din plasa Simila, jud. Tutova. Studiu istoric cu hărți și ilustrațiuni, urmat de documente, inscripții și însemnări (București, 1916);
- Un dascăl ardelean la Bârlad, Ioan Popescu (1928);
- Documente ale fostelor schituri Orgoeștii, Bogdănița, Pârveștii, Cârțibașii și Mânzații din județul Tutova (Huși, 1929).

De asemenea, a publicat articole și dări de seama în revistele “Biserica Ortodoxă Română“, ”Revista pentru istorie, arheologie și filologie" (editată de Grigore Tocilescu), “Făt Frumos” din Bârlad, “Miron Costin” din Bârlad, “Răzeșul” din Bârlad ș.a.